# Caribovia nesiotica
Caribovia nesiotica är en insektsart som beskrevs av Young 1977. Caribovia nesiotica ingår i släktet Caribovia och familjen dvärgstritar. Inga underarter finns listade i Catalogue of Life.